# Alloesia
Alloesia is een kevergeslacht uit de familie van de boktorren (Cerambycidae). De wetenschappelijke naam van het geslacht werd voor het eerst geldig gepubliceerd in 1862 door Chevrolat.

## Soorten
Alloesia omvat de volgende soorten:
- Alloesia bicolor Waterhouse, 1880
- Alloesia bivittata Chevrolat, 1862
- Alloesia chlorophana Chevrolat, 1862
- Alloesia vittata (Fabricius, 1801)